# TBC 8 뉴스
《TBC 8 뉴스》(TBC 8 NEWS)는 TBC TV에서 매주 월요일부터 목요일 오후 8시 30분, 금요일 오후 8시 20분, 토요일 오후 8시 15분, 일요일 오후 8시 25분에 방송 중인 대구 경북 지역 메인 뉴스 프로그램이다.

## 방송 시간
- 월요일 ~ 목요일 - 오후 8시 30분 ~ 오후 9시
- 금요일 - 오후 8시 20분 ~ 오후 8시 50분
- 토요일 - 오후 8시 15분 ~ 오후 8시 35분
- 일요일 - 오후 8시 25분 ~ 오후 8시 45분

## 앵커

### 평일
| 대수 | 진행자 | 진행자 | 진행 기간                           | 비고                        |
| 대수 | 남성   | 여성   | 진행 기간                           | 비고                        |
| ---- | ------ | ------ | ----------------------------------- | --------------------------- |
| 1대  | 권태인 | 박현희 | 1995년 5월 14일 ~ 일자 미상         |                             |
| 2대  | 권태인 | 문주원 | 일자 미상 ~ 일자 미상               |                             |
| 3대  | 권태인 | 강경지 | 일자 미상 ~ 일자 미상               |                             |
| 4대  | 황상현 | 강경지 | 2001년 10월 8일 ~ 2003년 일자 미상  |                             |
| 5대  | 최현정 | 강경지 | 2003년 일자 미상 ~ 일자 미상        |                             |
| 6대  | 최현정 | 이유진 | 일자 미상 ~ 2005년 일자 미상        |                             |
| 7대  | 이혁동 | 장진영 | 2005년 일자 미상 ~ 일자 미상        |                             |
| 8대  | 이혁동 | 김선희 | 일자 미상 ~ 2007년 일자 미상        |                             |
| 9대  | 정성욱 | 장진영 | 2007년 일자 미상 ~ 일자 미상        |                             |
| 10대 | 정성욱 | 이지원 | 일자 미상 ~ 2010년 3월 5일          |                             |
| 11대 | 정성욱 | 이은지 | 2010년 3월 8일 ~ 2010년 일자 미상   |                             |
| 12대 | 권준범 | 이은지 | 2010년 일자 미상 ~ 2011년 3월 25일  |                             |
| 13대 | 권준범 | 성유미 | 2011년 3월 28일 ~ 2012년 5월 4일    |                             |
| 14대 | 권준범 | 이세영 | 2012년 5월 7일 ~ 2013년 2월 1일     |                             |
| 15대 | 권준범 | 최진주 | 2013년 2월 4일 ~ 2014년 5월 9일     |                             |
| 16대 | 황상현 | 최진주 | 2014년 5월 12일 ~ 2014년 10월 24일  |                             |
| 17대 | 황상현 | 조서연 | 2014년 10월 27일 ~ 2014년 11월 14일 |                             |
| 18대 | 황상현 | 김명미 | 2014년 11월 17일 ~ 2015년 12월 31일 |                             |
| 19대 | 이혁동 | 김명미 | 2016년 1월 1일 ~ 2017년 12월 31일   |                             |
| 20대 | 정성욱 | 김명미 | 2018년 1월 1일 ~ 2019년 5월 31일    |                             |
| 21대 | 권준범 | 김명미 | 2019년 6월 3일 ~ 2021년 4월 30일    |                             |
| 22대 | 권준범 | 정유민 | 2021년 5월 3일 ~ 2022년 3월 18일    |                             |
| 23대 | 박영훈 | 정유민 | 2022년 3월 21일 ~ 2022년 7월 1일    |                             |
| 임시 | 박영훈 | 김명미 | 2022년 7월 4일 ~ 2022년 7월 8일     |                             |
| 24대 | 박영훈 | 이승휘 | 2022년 7월 11일 ~ 2022년 8월 19일   |                             |
| 25대 | 박영훈 | 김예은 | 2022년 8월 22일 ~ 2023년 11월 3일   | [ 10 ] [ 11 ] [ 12 ] [ 13 ] |
| 26대 | 김도휘 | 김예은 | 2023년 11월 6일 ~ 2025년 4월 4일    | [ 14 ] [ 15 ]               |
| 27대 | 빈칸   | 박정   | 2025년 4월 7일 ~ 현재               |                             |

### 주말
| 대수 | 진행자      | 진행자      | 진행 기간                           | 비고   |
| 대수 | 남성        | 여성        | 진행 기간                           | 비고   |
| ---- | ----------- | ----------- | ----------------------------------- | ------ |
| 1대  | 박석        | 빈칸        | 일자미상 ~ 일자미상                 |        |
| 2대  | 이혁동      | 빈칸        | 일자미상 ~ 일자미상                 |        |
| 3대  | 구본학      | 빈칸        | 일자미상 ~ 일자미상                 |        |
| 4대  | 최종수      | 빈칸        | 일자미상 ~ 일자미상                 |        |
| 5대  | 양병운      | 빈칸        | 일자미상 ~ 일자미상                 |        |
| 6대  | 박철희      | 빈칸        | 일자미상 ~ 일자미상                 |        |
| 7대  | 송태섭      | 빈칸        | 일자미상 ~ 일자미상                 |        |
| 8대  | 이성원      | 빈칸        | 일자미상 ~ 일자미상                 |        |
| 9대  | 정성욱      | 빈칸        | 일자미상 ~ 일자미상                 |        |
| 10대 | 권준범      | 빈칸        | 일자미상 ~ 일자미상                 |        |
| 11대 | 김대진      | 빈칸        | 일자미상 ~ 일자미상                 |        |
| 12대 | 황상현      | 이세영      | 일자미상 ~ 일자미상                 |        |
| 13대 | 황상현      | 빈칸        | 일자미상 ~ 일자미상                 |        |
| 14대 | 황상현      | 김명미      | 일자미상 ~ 일자미상                 |        |
| 15대 | 황상현      | 조서연      | 2013년 일자 미상 ~ 2014년 5월 11일  |        |
| 16대 | 김도휘      | 빈칸        | 2014년 5월 17일 ~ 2014년 10월 26일  |        |
| 17대 | 빈칸        | 장진영      | 2014년 11월 1일 ~ 2016년 12월 18일  |        |
| 18대 | 빈칸        | 이혜민      | 2016년 12월 24일 ~ 2017년 11월 5일  |        |
| 19대 | 빈칸        | 김다은      | 2017년 11월 11일 ~ 2018년 12월 16일 |        |
| 20대 | 빈칸        | 장진영      | 2018년 12월 22일 ~ 일자 미상        |        |
| 임시 | 무작위 체제 | 무작위 체제 | 일자 미상 ~ 2023년 2월 26일         |        |
| 21대 | 빈칸        | 이향원      | 2023년 3월 4일 ~ 현재               | [ 21 ] |

## 기상 캐스터
- 이현정 TBC 기상 캐스터

## 한국 수어 통역사
- 류정은 수어사 (여성)
- 하승미 수어사 (여성)
- 심은경 수어사 (여자)

## 코너

### 방영 코너

#### 평일
| 코너명            | 진행자                             | 비고 |
| ----------------- | ---------------------------------- | ---- |
| 집중 취재 T 타임  |                                    |      |
| 배종찬의 정치로   | 황상현 기자, 배종찬 인사이트K 소장 |      |
| TBC 영상 뉴스     |                                    |      |
| 이 시각 주요 뉴스 |                                    |      |
| 날씨              | 이현정 기상 캐스터                 |      |
| 클로징            | 박정 기자                          |      |

#### 주말
| 코너명            | 진행자          | 비고   |
| ----------------- | --------------- | ------ |
| 집중 취재 T 타임  |                 |        |
| 뉴스 토핑         |                 | [ 22 ] |
| 닥터 리포트       |                 | [ 23 ] |
| SNS 톡톡          |                 | [ 24 ] |
| TBC 영상 뉴스     |                 |        |
| 이 시각 주요 뉴스 |                 |        |
| 클로징            | 이향원 아나운서 |        |

### 종영 코너
| 코너명        | 진행자 | 비고 |
| ------------- | ------ | ---- |
| 헤드라인 뉴스 |        |      |

## 타이틀 변천사
| 기수 | 프로그램 타이틀           | 방송 기간                                                               |
| ---- | ------------------------- | ----------------------------------------------------------------------- |
| 1기  | TBC 뉴스채널              | 1995년 5월 14일 ~ 1996년 10월 22일                                      |
| 2기  | TBC 830 뉴스 TBC 뉴스채널 | 1996년 10월 23일 ~ 1996년 11월 17일 1996년 10월 23일 ~ 1996년 11월 17일 |
| 3기  | TBC 830 뉴스              | 1996년 11월 18일 ~ 1997년 3월 2일                                       |
| 4기  | TBC 930 뉴스 TBC 830 뉴스 | 1997년 3월 3일 ~ 1997년 6월 29일 1997년 3월 3일 ~ 1997년 6월 29일       |
| 5기  | TBC 830 뉴스              | 1997년 6월 30일 ~ 2001년 10월 7일                                       |
| 6기  | TBC 프라임뉴스            | 2001년 10월 8일 ~ 2014년 5월 11일                                       |
| 7기  | TBC 8 뉴스                | 2014년 5월 12일 ~ 현재                                                  |

## 시보 광고
- 대구공업대학교 (월요일 ~ 수요일)
- 영진전문대학교 (목요일 ~ 일요일)